# Agneta Olerup
Elin Agneta Olerup, född 25 november 1945, är professor emerita vid Institutionen för informatik vid Lunds universitet. Hon är dotter till översättaren Eivor Olerup. Olerup var bland annat en av de första skribenterna i Scandinavian Journal of Information Systems som kom ut första gången 1989.